# Wielki Order Króla Tomisława
Wielki Order Króla Tomisława z Wstęgą i Wielką Gwiazdą Poranną (chorw. Velered kralja Tomislava s lentom i Velikom Danicom) – najwyższe chorwackie odznaczenie państwowe ustanowione w 1992 roku.

## Historia, organizacja i zasady nadawania
Order został ustanowiony 20 czerwca 1992 przez Zgromadzenie Chorwackie, które finalnie zatwierdziło go 1 kwietnia 1995. Order utworzono w celu nagradzania obywateli kraju oraz cudzoziemców „za wkład w powstanie suwerennej Republiki Chorwacji, wybitne zasługi na arenie międzynarodowej oraz znaczące dokonania dla rozwoju stosunków między Chorwacją a szacownymi państwami, reprezentowanymi przez odznaczonych (cudzoziemców)”. Order jest przyznawany przede wszystkim głowom państw. Nadaje go urzędujący prezydent Chorwacji. Nazwa odznaczenia upamiętnia postać króla Tomisława, pierwszego władcy średniowiecznego Królestwa Chorwacji.
Order nie jest podzielony na klasy i zajmuje pierwsze miejsce w kolejności starszeństwa chorwackich odznaczeń państwowych.

## Insygnia
Odznakę orderu (wys. 66 mm, szer. 60 mm) stanowi wykonany ze srebra monogram „H”, wewnątrz którego znajduje się okrągły, pozłacany medalion z reliefem siedzącego na tronie władcy, wyposażonego w insygnia królewskie: koronę, berło i jabłko. Po obu stronach tronu widnieją stylizowane słońca. Wizerunek ów jest odwzorowaniem postaci jednego z historycznych władców Chorwacji, przedstawionej na chrzcielnicy znajdującej się w katedrze w Splicie. Nad medalionem – na stylizowanej koronie – umieszczony jest grawerowany w srebrze herb Chorwacji. Natomiast na dole medalionu znajduje się trzyrzędowy ornament starochorwacki z umieszczonym na środku i opartym na stylizowanych kłosach grawerunkiem słońca z centralnie osadzonym w nim czerwonym koralem. Dwa pionowe ramiona monogramu zdobi starochorwacki warkocz z pięcioma czerwonymi koralami osadzonymi w jego splotach. Spód i boki monogramu obejmują stylizowane fale (chor. kuke) o formie inspirowanej wzornictwem preromańskim.
Na rewersie odznaki znajduje się wytłoczony, poziomy napis: „Kralij Tomislav”. Otacza go warkocz z umieszczoną pod nim, kolistą inskrypcją: „Republika Hrvatska”.
Wielka gwiazda orderu, nosząca nazwę „Porannej”, ma średnicę 100 mm i jest wykonana ze srebra. Jej osiem dłuższych i osiem krótszych promieni srebrnych przedzielają wiązki promieni pozłacanych. W centrum gwiazdy umieszczony jest medalion o takim samym wzorze jak w odznace.
Wstęga orderu (szer. 80 mm, dł. 1960 mm) składa się z trzech równej szerokości, pionowych pasów: czerwonego, białego i granatowego. Pasy czerwony i granatowy zdobią podwójne bordiury w formie złotego, starochorwackiego warkocza.